# オフロでGO!!!!! タイムマシンはジェット式
『オフロでGO!!!!! タイムマシンはジェット式』（オフロでゴータイムマシンはジェットしき、原題: Hot Tub Time Machine）は、2010年のアメリカ合衆国のコメディ映画。監督はスティーヴ・ピンク、出演はジョン・キューザックとロブ・コードリーなど。日本ではビデオスルーになり、2011年3月2日にDVDとBDが20世紀フォックス ホーム エンターテイメント ジャパンから発売された。

## ストーリー
疎遠になっていた中年の友人3人組、即ち、恋人に振られた仕事中毒のアダム・イェーツ、将来の見通しが立たない仕事をしている、妻から相手にされていないニック・ウェバー・アグニュー、そしてアルコール依存症の怠け者ルー・ドーチェンは、2010年にルーが一酸化炭素中毒で入院したことをきっかけに再会する。
ルーは自殺未遂を否定したが、アダムとニックは、ルーが彼ら2人とアダムの怠惰な甥ジェイコブと一緒に、若い頃に3人で楽しんだコディアック・バレー・スキーリゾートに行けるように手配する。彼らが到着すると、町は以前の姿ではなく、多くの店は板で覆われ、ホテルは荒れていることに気づく。
ホテルの部屋のジャクジーで飲んでいた4人は、ジャクジーの制御盤に誤ってエナジードリンクをかけてしまう。翌日、彼らはスキーに行き、多くの奇妙な出来事の後、自分たちが1986年にタイムスリップしたことに気づく。アダム、ルー、ニックの身体は若くなっているが、1986年にはまだ生まれていなかったジェイコブの外見は変わっていない。但し、ジェイコブの身体は時々点滅している。
謎めいた修理工が現れ、歴史に影響を与える可能性があるため、何も変更するなと警告する。歴史の改変を最小限に抑えるため、彼らは自分たちが経験したことをそのままなぞろうと考える。アダムはガールフレンドのジェニーと別れなければならず、フォークで目を刺される。ルーは、スキーパトロールのいじめっ子ブレインに喧嘩を売り、殴られなければならない。ニックはグルーピーの1人とセックスし、客の飛び入り歓迎のイベントで自分のバンドと一緒に演奏しなければならない。彼らはまた、アダムの妹、そしてジェイコブの母親であるケリーを見つける。
3人は自分たちがやるべきことが難しいと感じる。ルーはブレインに殴られ、バックパックを取られるが、夜遅くにもう一度彼と対決しなければならないことに気づき、渋々彼に挑戦する。アダムは再びジェニーに惹かれ、別れる気を無くすが、コンサートの最中に自由奔放な音楽ジャーナリストのエイプリルと出会い、彼女の方に気を取られてしまう。ニックはこの時はまだ結婚していないのだが、自分が浮気してしまうことを心配している。
ジェニーはアダムに対して別れ話を切り出して形勢は逆転するが、それを阻止しようとしたアダムはフォークで目を刺されてしまう。彼はリゾート内を1人で彷徨った後、エイプリルと出会い、2人は一軒の家に侵入して親密になる。一方、ニックは演奏中に一層アップビートな音楽を演奏する。例の修理工がジェイコブにタイムトラベルの鍵は化学物質だと告げると、ジェイコブはそれが自分たちがこぼしたエナジードリンクであることに気づく。
3人はルーが屋上から転落するのを防いだ後、ブレインの小屋にエナジードリンクを探しに行く。ルーはケリーを誘惑するが、ジェイコブが2人のセックスを邪魔すると、ジェイコブは突然消えてしまう。ルーとケリーがセックスを終えると、ジェイコブが再び現れたことから、彼らはルーがジェイコブの父親であることに気づく。ケリーと別れたルーは遂にブレインを倒し、4人はエナジードリンクを取り戻してジャクジーに戻り、そこで時間の渦を巻き起こす。
ジェイコブとニックは先にジャクジーに入るが、ルーは1986年に留まることにし、一酸化炭素中毒が実際には自殺未遂だったことをアダムに対して認める。未来を知っている彼は、投資を行い、ジェイコブとより親密な関係を築こうと考える。アダムも1986年に残りたいと思っていたのだが、土壇場でルーがアダムを渦の中に放り込んでしまう。
2010年に戻ると、アダム、ニック、ジェイコブは、ルーが大成功を収めたルーグル社を設立し、ケリーとの贅沢な生活をし、歴史を変えたことを知る。アダムはエイプリルと幸せな結婚生活を送っていることを知り、ニックは音楽プロデューサーとして成功し、愛情深く献身的な妻と結婚している。新しい生活に満足している彼らはルーの邸宅に家族を連れて集まる。

## 登場人物
アダム
演 - ジョン・キューザック
恋人に振られた男。疎遠となった親友たちとトラブルに巻き込まれる。
ルー
演 - ロブ・コードリー
自殺未遂を起こした男。彼を慰めるために旅に誘ったのが本作の始まりの一つ。
ニック
演 - クレイグ・ロビンソン
妻とは不仲の男。ペットショップ店員をしている。
ジェイコブ
演 - クラーク・デューク
オタク。
フィル
演 - クリスピン・グローヴァー
隻腕の男。自動車との接触事故で片腕をなくした。
エイプリル
演 - リジー・キャプラン
音楽ジャーナリスト。
修理人
演 - チェビー・チェイス
タイムスリップの原因がジェットバスにあることを告げた。
ブレイン
演 - セバスチャン・スタン
スキーパトロール。
ジェニー
演 - リンジー・フォンセカ
アダムのガールフレンド。
ケリー
演 - コレット・ウォルフ
アダムの妹でジェイコブの母親。

## キャスト
| 役名           | 俳優                       | 日本語吹替 |
| -------------- | -------------------------- | ---------- |
| アダム         | ジョン・キューザック       | 内田直哉   |
| ルー           | ロブ・コードリー           | 青山穣     |
| ニック         | クレイグ・ロビンソン       | 田中英樹   |
| ジェイコブ     | クラーク・デューク         | 庄司将之   |
| フィル         | クリスピン・グローヴァー   | 多田野曜平 |
| エイプリル     | リジー・キャプラン         |            |
| 修理人         | チェビー・チェイス         | 辻親八     |
| ブレイン       | セバスチャン・スタン       | 加瀬康之   |
| ジェニー       | リンジー・フォンセカ       |            |
| チャズ         | チャーリー・マクダーモット |            |
| ケリー         | コレット・ウォルフ         |            |
| ゾーイ         | クリスタル・ロウ           |            |
| タラ           | ジェシカ・パレ             |            |
| コートニー     | ケリー・スチュワート       |            |
| リッキー       | ウィリアム・ザブカ         | 落合弘治   |
| 若い頃のアダム | ジェイク・ローズ           |            |
| 若い頃のルー   | ブルック・ベネット         |            |
| 若い頃のニック | アリウ・オヨフォ           |            |

- その他の日本語吹き替え:石津彩／有賀由衣／木下紗華／佐藤健輔／小橋知子／永吉ユカ／花藤蓮／新田英人／居谷四郎／杉村憲司／衣鳩志野／本多諒太

## 作品の評価
Rotten Tomatoesによれば、207件の評論のうち、63%にあたる131件が高く評価しており、平均して10点満点中6.07点を得ている。
Metacriticによれば、36件の評論のうち、高評価は22件、賛否混在は13件、低評価は1件で、平均して100点満点中63点を得ている。